# Gebirgsschlesischer Dialekt
Das Gebirgsschlesische (die gebirgsschlesische Mundart, der gebirgsschlesische Dialekt, früher bekannt als schlesische Gebirgsmundart oder schlesische Gebirgsdialekt) ist ein schlesischer Dialekt des Ostmitteldeutschen.

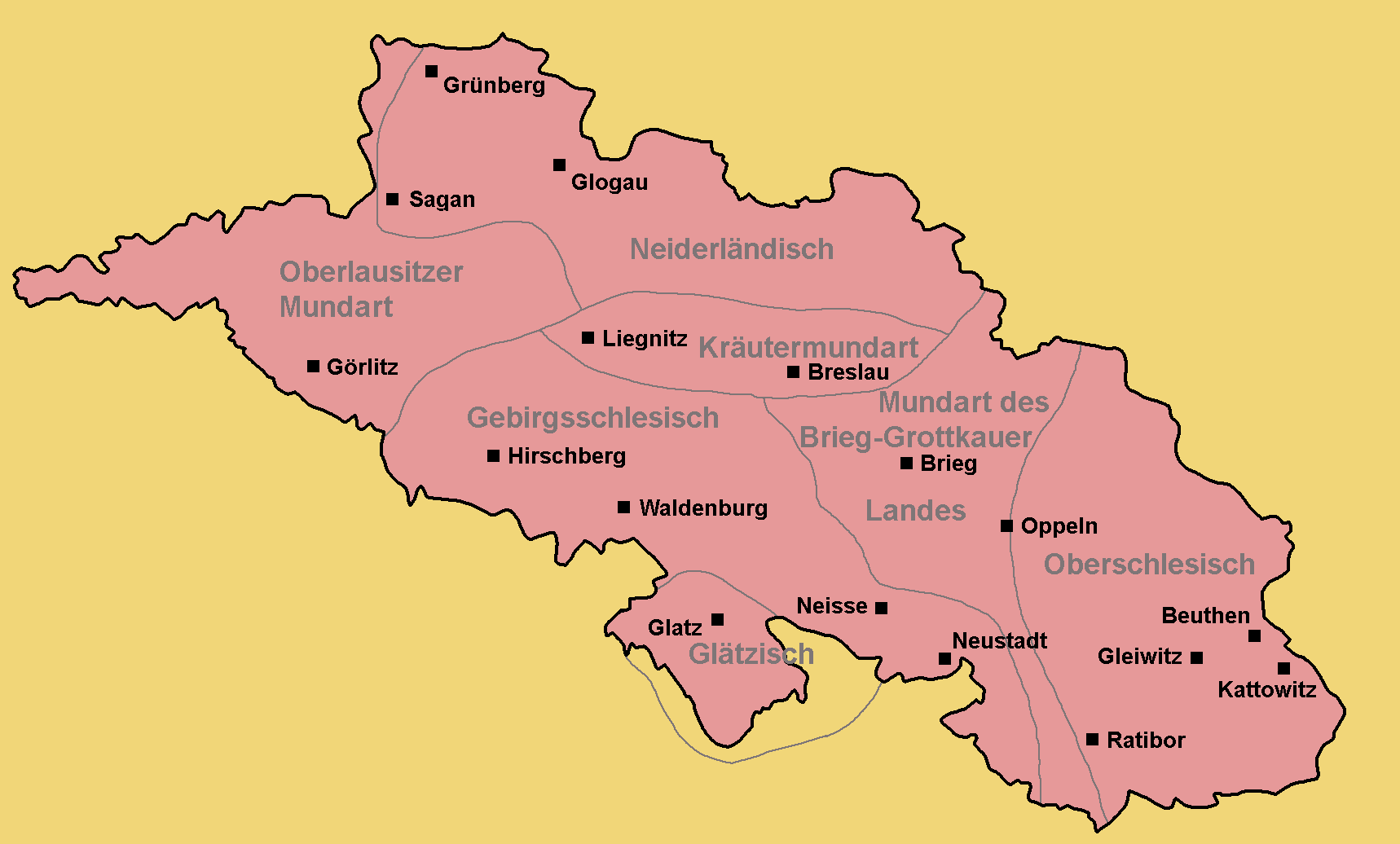
Mundarten (des Schlesischen) in Schlesien

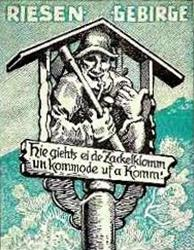
Wegweiser (Hie giehts ei de Zackelklomm / un kommode uf a Komm!)

## Verbreitungsgebiet
Der Dialekt wurde in den Sudeten, also sowohl im Süden der früher preußischen Provinzen Niederschlesien (in den Gebieten um Hirschberg und Waldenburg bis Neisse) und Oberschlesien als auch im Norden Mährens und Österreichisch-Schlesiens und im äußersten Nordosten Böhmens, gesprochen. Die im Bereich des Lausitzer Berglandes und der Grafschaft Glatz gesprochenen Mundarten wurden nicht als Teil des Gebirgsschlesischen gesehen. Nach Flucht und Vertreibung der deutschsprachigen Bevölkerung nach dem Zweiten Weltkrieg wird dieser Dialekt weitgehend nur noch in der Diaspora gesprochen und ist akut vom Aussterben bedroht.

## Wortschatz
Das im Raum der Sudeten gesprochene Gebirgsschlesisch war eine sehr differenzierte Mundart. Sogar die Bewohner voneinander nicht weit entfernter Dörfer hatten eine sprachliche Eigenart. Im Allgemeinen ist das Gebirgsschlesische ein Teil des Ostmitteldeutschen, allerdings mit Begriffen, die aus der polnischen oder tschechischen Sprache stammen.

## Textbeispiele
Recit.

Ich? Söll doas Mensch noch nahma müssa?

Ich? Berna-Caspers-Paltzers Moid?

Ju nahma wielchse uffs Gewissa.

Sä meent, ich hätser zugesoit;

Doas wiel ich wull ne Lüga strohffa,

Ich hoase mie as zwantzig mohl

Uffs Hä geläht, an do beschlohffa;

Allene doachse nahma sohl,

Doas ihs nu wuhl ke Warck ver mich.

Aria.

Su eh Pursche, wie ich bin,

Wächst nich hinger alla Zoima.

Ju verwuhr! ver su an Nickel

Dächt mich, wür ich noch ah Brickel

Goarze stoadlich an ze schin.

Su ah Pursche, wie ich bin,

Wächst nich hinger alla Zoima.
SCHLESISCHE BAUER-CANTATE Daniel Stoppe (1728)
Ols enser Herrgott hot amol, dan grünen Wald daschoffen

Do hot a meiner Seele wohl eis schworze nei getroffen,

Denn ensre A’de, dos wes Got hot schieners nie zu weisen,

und wa’n Wald ols Heimat hot da sol sich glecklich preisen.

Mei grüne Schles’,die hält ols Braut dan grünen Wald emschlonga,

da Herrgott hot dos Poor getraut und die Engerln hons besonga

Und läh ich mich zur letzten Ruh, amol noch dan Gefrätte,

dann beste deutsches Landla du, mei letztes grünes Bette.

Und wenn da Herrgott sprecht he‚ du

Megst nuff ein Himmel fliegen? Do sä ich lost mich doch ei Ruh

Ols arma Sender liegen.

Denn’s kon bei eich ein Himmelreich

Da Wald nie schiener rauschen,

warum soll ich fürs Himmelreich

mei grüne Schles’ vertauschen.
MEI GRÜNE SCHLES Viktor Heeger

## Gebirgsschlesische Mundartdichter
- Engelbert Adam (1850–1919)
- Hermann Bauch (1856–1924)
- Gerhart Hauptmann (1862–1946)
- Viktor Heeger (1858–1935)
- Karl Klings (1867–1940)
- Josef Lowag (1849–1911)
- Ernst Schenke (1896–1982)
- Daniel Stoppe (1697–1747)
- Karl Heinrich Tschampel (1799–1849)